# Retro bike
Een retro bike is een moderne motorfiets met ouderwets uiterlijk. Dit is dus niet hetzelfde als een oldtimer, die authentiek uit oudere tijden stamt. Retro bikes worden om verschillende redenen gemaakt:

## Oud lijkende maar moderne motorfietsen
| De Yamaha SR 500 kwam in 1978 op de markt, maar refereerde aan de Engelse eencilinders uit de jaren vijftig en -zestig |
| De Honda GB 500 TT Clubman uit 1985 verwees niet alleen qua uiterlijk naar oude Britse eencilinders; "TT" verwees naar de Tourist Trophy en de naam "Clubman" was al bekend van de Engelse Clubman-races en modellen van BSA, Matchless, Royal Enfield en Velocette |
| De nieuwe Triumph tweecilinders verwijzen rechtstreeks naar de Speed Twins van vroeger |
| De Royal Enfield Bullet uit 2006 is niet echt doorontwikkeld sinds de jaren zestig |

Retro bikes zijn ontstaan omdat veel motorrijders enerzijds verlangden naar het uiterlijk van een klassieke motorfiets, maar niet naar de technische problemen ervan. Dit bleek vooral toen Yamaha de XT 500 terreinmotor introduceerde. Plotseling gingen veel mensen deze motor ombouwen tot "straatmodel". Het ging ze daarbij eigenlijk om de eencilinder-viertaktmotor, die vroeger ook in veel Engelse motorfietsen werd gebruikt. De Yamaha-motor lekte echter geen olie. Yamaha speelde hierop in door de SR 500 uit te brengen, met hetzelfde motorblok. Ook andere merken brachten retro bike's op de markt, zoals de Honda GB 500 TT Clubman.

## Achtergebleven ontwikkeling
Andere retro bikes worden in de voormalige Sovjet-Unie en het Verre Oosten gemaakt omdat ze in een ver verleden van Westerse merken zijn overgenomen. Omdat er weinig tot geen ontwikkelingen meer aan zijn geweest blijven ze noodgedwongen het "retro"-uiterlijk houden. Zo lijkt een Royal Enfield uit India nog precies op het oorspronkelijke Britse ontwerp uit de jaren vijftig, een ook de IMZ Ural en KMZ Dnepr-modellen lijken nog op vooroorlogse BMW's.

## Herinnering aan het eigen merkverleden
Sommige motorfietsmerken hebben in hun eigen verleden beroemde of karakteristieke motorfietsen gemaakt. Soms brengen ze modellen uit die met moderne techniek maar een "oud" uiterlijk herinneren aan die motorfietsen. Zo maakt het merk Triumph, tegenwoordig bekend van zeer moderne en sportieve driecilinders, ook weer de klassiek ogende "Bonneville" tweecilindermodellen. Hierbij is zelfs de brandstofinjectie "vermomd" als twee carburateurs. Ook alle Japanse fabrikanten leveren modellen die op motorfietsen uit de jaren zeventig lijken. Kawasaki, dat voortkwam uit het merk Meguro, heeft de W 650, een replica van de Meguro Stamina. Ducati presenteerde in 2005 de Classic Sport-serie, drie modellen die rechtstreeks verwijzen naar succesmodellen uit de jaren zeventig. Moto Guzzi herintroduceerde in 2008 een serie V7 motoren, naar oud voorbeeld.

## Timeless
De Timeless motorfiets past in geen van deze categorieën. Dit zijn wel nieuwe, maar geen "moderne" motorfietsen. Timeless motoren zijn exacte kopieën van een Harley-Davidson uit 1910.